# Batan, Aklan
Batan là một đô thị hạng 4 ở tỉnh Aklan, Philippines. Theo điều tra dân số năm 2015, đô thị này có dân số 32.032 người trong.

## Các khu phố (barangay)
Batan được chia thành 20 khu phố (barangay).
| - Ambolong - Angas - Bay-ang - Caiyang - Cabugao - Camaligan - Camanci - Ipil - Lalab - Lupit | - Magpag-ong - Magubahay - Mambuquiao - Man-up - Mandong - Napti - Palay - Poblacion - Songcolan - Tabon |